# Самырат
Самырат (каз. Самырат) — село в Отырарском районе Туркестанской области Казахстана. Входит в состав Балтакольского сельского округа. Код КАТО — 614835103.

## История
Данный населённый пункт, как самостоятельная административно-территориальная единица не учитывался ни в одной переписи. На топографических картах советского периода на месте села Уштам обозначено село Акдала (Жанашарва).
Совместным решением Туркестанского областного маслихата от 14 сентября 2022 года № 17/207-VII и постановление акимата Туркестанской области от 20 сентября 2022 года № 180, село Уштам переименовано в Самырат.